# ميخائيل ر. دانيال
ميخائيل ر. دانيال (بالإنجليزية: Michael R. Daniel)‏ هو محامي وسياسي أمريكي، ولد في 13 أبريل 1940 في جافني في الولايات المتحدة. حزبياً، نشط في الحزب الديمقراطي. وقد انتخب عضو مجلس نواب كارولاينا الجنوبية.